# لانتانا شكيلة
لانتانا شكيلة (الاسم العلمي: Lantana formosa) هي نوع نباتي يتبع جنس اللانتانا من فصيلة اللويزية.